# Baichila
Baichila is een geslacht van wantsen uit de familie van de Tingidae (Netwantsen). Het geslacht werd voor het eerst wetenschappelijk beschreven door Drake & Slater in 1955.

## Soorten
Het genus bevat de volgende soorten:

- Baichila capeneri Drake & Slater, 1955
- Baichila pulla Drake & Slater, 1955
- Baichila vulsa Drake & Slater, 1955